# Generaldiözese Harburg
Die Generaldiözese Harburg war ein kirchlicher Aufsichtsbezirk im Bereich der heutigen Evangelisch-lutherischen Landeskirche Hannovers und der Nordelbischen Evangelisch-Lutherischen Kirche.
Sie entstand durch eine Teilung der Generaldiözese Lüneburg-Celle und umfasste die Inspektionen Harburg, Lüchow, Bardowick, Dannenberg, Fallersleben und Klötze. 1903 ging sie in der Generaldiözese Stade auf. Bei der Neubildung der Sprengel 1936 wurde der Bereich der früheren Generaldiözese Teil des Sprengels Lüneburg.
Die Generalsuperintendenten von Harburg waren zugleich Pastoren der ersten Pfarrstelle an der Dreifaltigkeitskirche in Harburg.

## Generalsuperintendenten
- 1708–1710: Gustav Molanus
- 1710–1723: Hinrich Ludolf Benthem
- 1724–1725: Bernhard Christoph Cruse
- 1725–1746: Gottfried Anton Wilhelm Müller
- 1747–1751: Magnus Crusius
- 1752–1772: David Otto Wahrendorf
- 1773–1801: Paul Jacob Förtsch
- 1802–1805: Johann Conrad Eggers
- 1805–1815: August Ludwig Hoppenstedt
- 1816–1826: Carl August Moritz Schlegel
- 1827–1854: Gottlieb Christian Breiger
- 1855–1881: Adolf Göschen
- 1881–1899: Karl Schünhoff
- 1900–1903: Johann Friedrich Wilhelm Remmers